# Interdiszciplináris Tudományos és Mérnöki Komplexum
Az Interdiszciplináris Tudományos és Mérnöki Komplexum 2017-ben megnyílt kutatóépület az Északkeleti Egyetemen.
2018-ban az energiahatékonyságot értékelő LEED program arany fokozatával tüntették ki. Az esővízgyűjtő rendszer által összegyűjtött csapadék a mellékhelyiségek vízigényének 57%-át fedezi. 2019-ben elnyerte az Amerikai Építészeti Intézet Környezeti Bizottságának fenntarthatósági díját.
A The Boston Globe szerint a komplexum megnyitása hozzájárult a szövetségi támogatások és az oktatói létszám emelkedéséhez is.

## Története
A komplexum az egyetem egykori parkolójának átalakítását célzó három fázisú terv része. A 2013-ban elfogadott változat három épületet (és egy lehetséges negyediket) tartalmazott, amelyeket a campus többi részével híd köt össze. Először az Interdiszciplináris Tudományos és Mérnöki Épület készült el.
A tervezéssel a Payette-et bízták meg. A kialakításnál az energiahatékonyságra és a bejutó napfény minimalizálására törekedtek. Az első létesítmény 2013-ban kapott építési engedélyt, az alapkőletétel pedig 2014-ben volt. A Suffolk Construction Company által kivitelezett épület 2016 júniusában készült el, és 2017 januárjában adták át. A hivatalos megnyitó április 4-én volt, ahol környezetvédő hallgatók egy demonstráló csoportja is megjelent.
Az épületet a Bostoni Építésztársaság 2018-ban a város egyik legszebb épületének választotta.

### EXP
A 2013-as tervekben három épület szerepelt. Az egyetem 2019-ben jelentette be az EXP becenevű második épületet, ahol önvezető autókkal és robotokkal kapcsolatos kutatásokat fognak végezni. Az építési engedélyt 2019 októberében kapta meg; a kivitelezés 2020 elején kezdődött, de a Covid19-pandémia miatt augusztusig felfüggesztették.

## Gyalogos- és kerékpároshíd
A komplexumot az egyetemtől elválasztó vasúti folyosón való átkelés megkönnyítése érdekében 2017-ben gyalogos- és kerékpároshíd építésébe kezdtek, amely 2018 októberében készült el, a forgalomnak pedig 2019 júniusában adták át. A műtárgyat a corten acélból történő kialakítása és a világítási megoldások miatt is elismerték. 2020-ban elnyerte a Fenntartható Infrastruktúra Intézete bronz fokozatát.
A hidat az Engineering News-Record és a Bostoni Tájépítészeti Társaság is díjazta.

## Fordítás
- Ez a szócikk részben vagy egészben  az   Interdisciplinary Science and Engineering Complex című angol Wikipédia-szócikk ezen változatának fordításán alapul.  Az eredeti cikk szerkesztőit annak laptörténete sorolja fel. Ez a jelzés csupán a megfogalmazás eredetét és a szerzői jogokat jelzi, nem szolgál a cikkben szereplő információk forrásmegjelöléseként.